# Dive bar

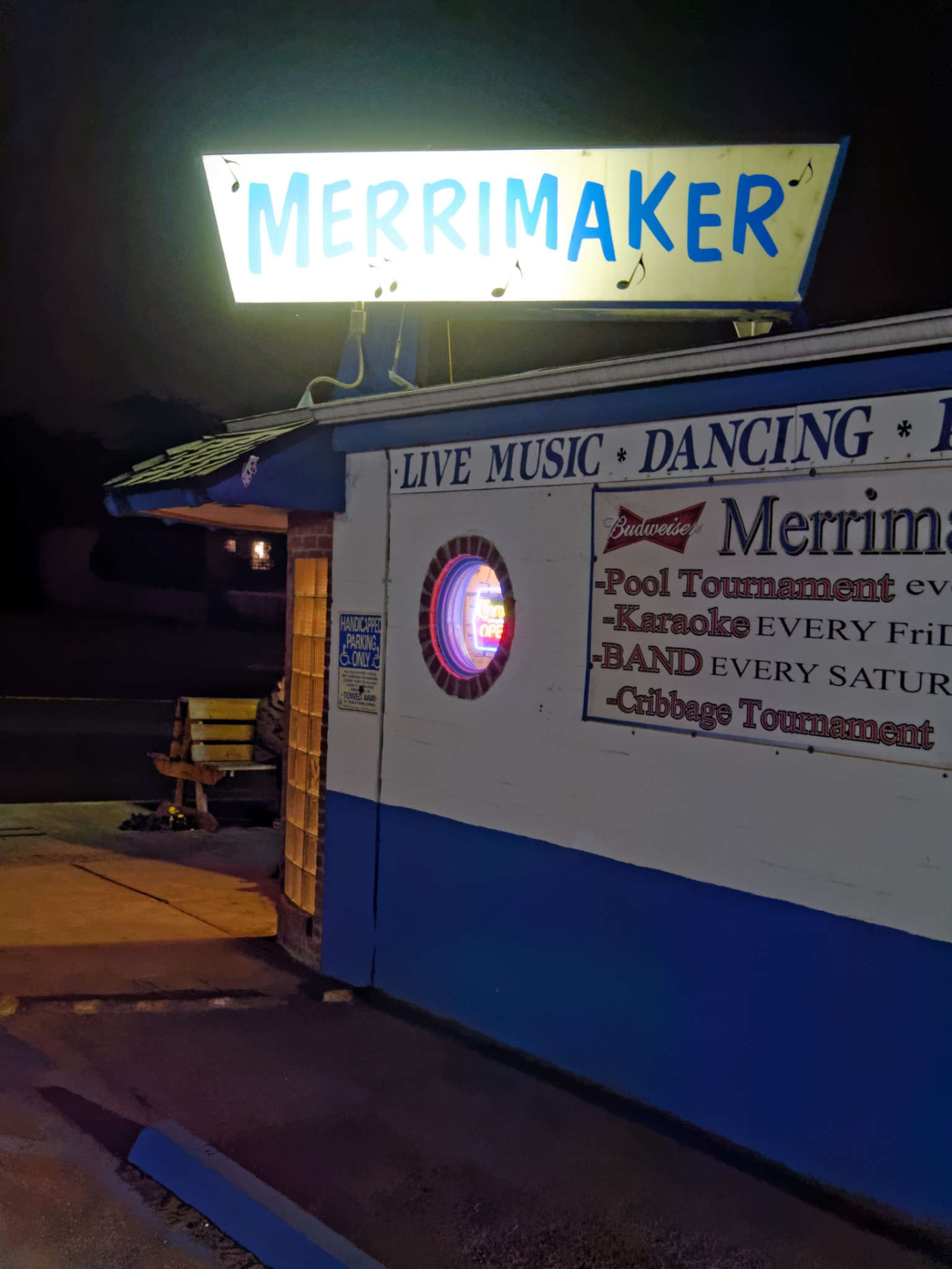
The Merrimaker à Los Osos en Californie.

Un dive bar est, aux États-Unis, généralement un petit bar au style ancien, peu glamour, éclectique, proposant des boissons bon marché et qui peut présenter un éclairage tamisé, un décor minable ou daté, des enseignes de bière en néon, des ventes de bière emballées, un service en espèces uniquement et une clientèle locale. Le terme anglais « dive bar » désigne également un bar de quartier, où les riverains se réunissent pour se fréquenter et se détendre autour d'un verre.

## Définition
La définition précise d'un dive bar est une chose sur laquelle les gens sont rarement d'accord, et fait l'objet de débats animés. Le terme dive bar a été utilisé pour la première fois dans la presse aux États-Unis dans les années 1880 pour décrire des endroits peu recommandables qui se trouvaient souvent dans des sous-sols dans lesquels on "plonge en dessous".
Autrefois considéré comme un terme péjoratif, le dive bar est désormais convoité par les aficionados à la recherche d'authenticité dans de tels établissements. Les passionnés peuvent décrire un bar comme « very divey » ou « not divey » et composer des échelles d'évaluation de « divey-ness ». L'auteur Todd Dayton propose ce qui suit: « Les dives sont comme de la pornographie : difficile à définir mais vous les reconnaissez quand vous en voyez. » Quant à ce qui distingue un dive bar d'un bar ordinaire, Dayton dit:

« For me, the ideal dive bar is run by a beefy guy named Frank, where the aroma of yesterday's beer still hangs in the air, and your quest for clean bathroom (or toilet paper, for that matter) will go eternally unanswered. A bottle of Bud costs two bucks, a shot of Jack, $3, and Pabst Blue Ribbon is served in a can. The sign outside says Steaks, Dinners, Cocktails— but there hasn't been any food served since FDR [Franklin D. Roosevelt] was president. The prevailing decorative elements are red Naugahyde (en), wood-toned Formica, and cinder blocks. »

« Pour moi, le dive bar idéal est géré par un gars costaud nommé Frank, où l'arôme de la bière de la veille flotte toujours dans l'air, et où votre demande de toilettes propres (ou de papier toilette, d'ailleurs) restera éternellement sans réponse. Une bouteille de Bud coûte deux dollars, un verre de  Jack, 3 $ et Pabst Blue Ribbon est servi dans une canette. Le panneau extérieur parle de steaks, de dîners, de cocktails - mais on n'y a servi aucune nourriture depuis l'élection de Roosevelt. Les éléments décoratifs dominants sont le skaï rouge, le formica imitation bois et des parpaings. »

Les dive bars souscrivent au niveau minimal d'effort nécessaire pour fournir des boissons aux clients ; c'est-à-dire qu'ils ne font généralement pas de publicité, ne disposent pas de places de stationnement et n'ont pas de signalisation sophistiquée. Les dive bars ne sont pas connus pour leur nourriture. Ils n'en servent souvent pas, au-delà des bretzels et des collations. 
Fran's East Side, un dive bar de Nashville, vend des couennes de porc, du maïs soufflé, des arachides et des saucisses au maïs sur bâtonnet cuites au micro-ondes (1 $) et il est permis de fumer. Le menu manuscrit est collé sur le réfrigérateur. Les véritables dive bars acceptent uniquement les espèces comme moyen de paiement, ils sont dits « cash only » et n'ont pas de caisses enregistreuses informatisées. Les toilettes dans les bars clandestins sont notoirement vétustes et peuvent être fermées par un rideau de douche. Le propriétaire ou l'un des membres de sa famille travaille souvent au bar. Les dive bars ont généralement une clientèle de tous horizons, y compris des vieux locaux qui y boivent depuis 20 ans.